# لي ماك
لي ماك هو مبنى تجاري وسكني مكون من 24 طابقًا باستثناء هيكل السقف، في منطقة ويستلاندز في نيروبي بكينيا، وهو مملوكٌ لشركة مارك بروبرتيز، وهي شركة تطوير عقاري في نيروبي، وقد مُوّل البرج من خلال استثمارات خاصة بمبلغ إجمالي قدره 3.5 مليار شلن كيني (حوالي 35 مليون دولار أمريكي في عام 2015).

## التصميم
تنقسم مستويات لي ماك الثلاثين إلى:
- ثلاثة مستويات لوقوف السيارات في الطابق السفلي.
- مرافق البنوك والمقهى في الطابق الأرضي.
- الطوابق من 1 إلى 6 تتكون من مساحات مكتبية مفتوحة مخصصة للبنوك وصالات العرض والمكاتب الأخرى.
- الطابق 7 مستوى الخدمة.
- الطوابق من 8 إلى 23 تتكون من وحدات سكنية.
- الطوابق من 24 إلى 27 تتكون من حمام سباحة، صالة ألعاب رياضية، ساونا (غرفة بخار ومطعم).

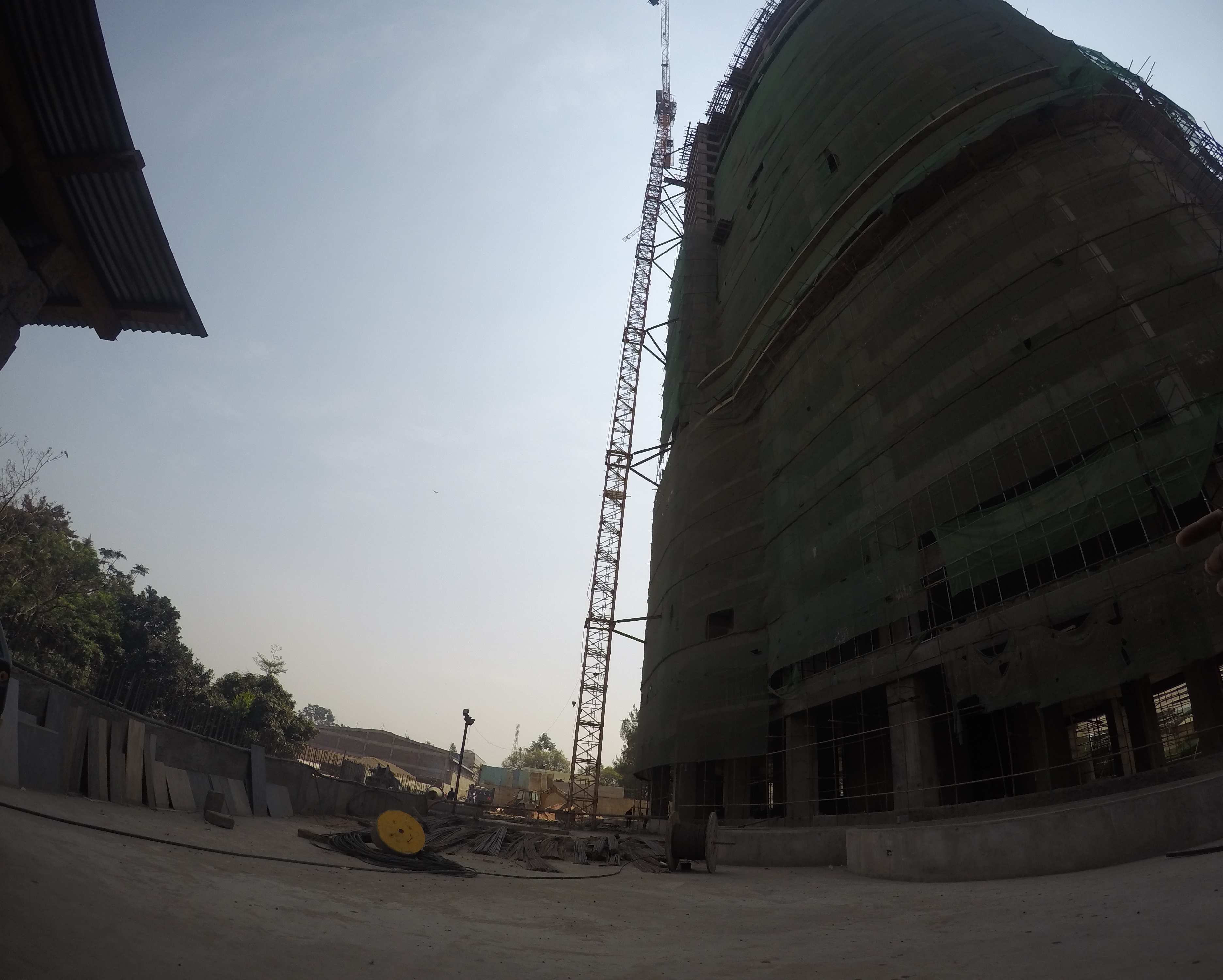
قيد الإنشاء
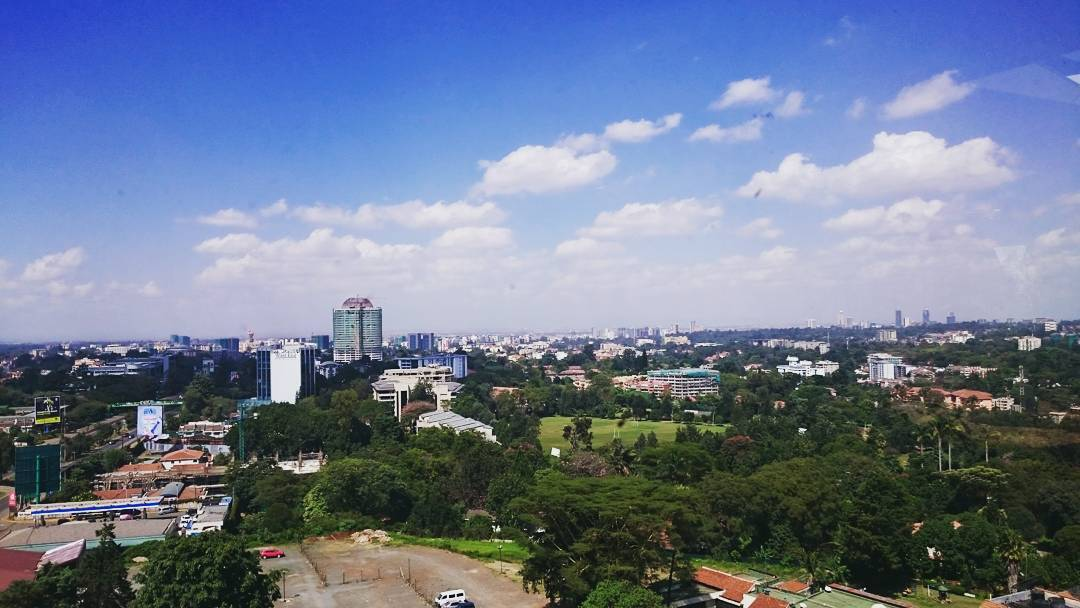
منظر من قصر ABC